# Sofía del Reino Unido
Sofía del Reino Unido (Sofía Matilde; 3 de noviembre de 1777 - 27 de mayo de 1848) fue una princesa de la familia real británica, decimosegundo hijo del rey Jorge III del Reino Unido y de su esposa, la reina Carlota, nacida duquesa de Mecklemburgo-Strelitz.
Durante su juventud, Sofía fue más allegada a su padre, quien prefería a las hijas sobre los hijos, así como por el hecho de que tanto ella como sus hermanas tenían miedo de su propia madre. Las princesas fueron bien educadas, aunque criadas en una casa de carácter extremadamente rígido. A pesar de que no le gustaba la idea de casar a sus hijas, el rey Jorge tenía ya expresada la intención de encontrar maridos adecuados para ellas cuando tuviesen la edad suficiente. Sin embargo, los frecuentes ataques de locura que el rey sufría junto a los deseos de la reina de que sus hijas fuesen sus compañeras hasta el fin de su vida impidieron que los potenciales candidatos cortejasen a las princesas. Como resultado, tanto Sofía como sus hermanas, a excepción de la princesa Carlota, crecieron aisladas del mundo en la casa de su madre, a la que constantemente se referían como «convento».
A pesar de que nunca se casó, existieron rumores de que Sofía se había quedado embarazada de Thomas Garth, un escudero de su padre, y que dio a luz a un hijo ilegítimo en el verano de 1800. Aparecieron rumores también de que la propia Sofía había sido víctima de una violación de parte de su hermano mayor, el duque de Cumberland, que era muy impopular. Los historiadores mantienen una postura divergente en cuanto a la veracidad de estas historias, ya que algunos creen que la princesa dio a luz al hijo de Thomas Garth y otros consideran que los rumores fueron una invención de los enemigos políticos de la familia real.
Los esfuerzos de parte del príncipe regente para otorgar una mayor independencia a las hermanas se adelantaron por la muerte de su madre en 1818. En sus últimos años de vida, Sofía vivió en casa de su sobrina, la princesa Victoria de Kent, futura reina Victoria del Reino Unido, en el palacio de Kensington. Mientras vivía allí, Sofía fue víctima del administrador de Victoria, sir John Conroy, quien se aprovechó de su locura y ceguera. Con esto, comenzaron a circular rumores que decían que Sofía dependía de Conroy porque este era el único que conseguía lidiar con las amenazas inconvenientes del supuesto hijo ilegítimo de la princesa. Sofía fue frecuentemente la espía de Conroy en Kensington y de sus dos hermanos mayores, al mismo tiempo que el propio Conroy robaba su dinero. La princesa murió el 27 de mayo de 1848 y fue sepultada en el palacio de Kensington.

## Primeros años

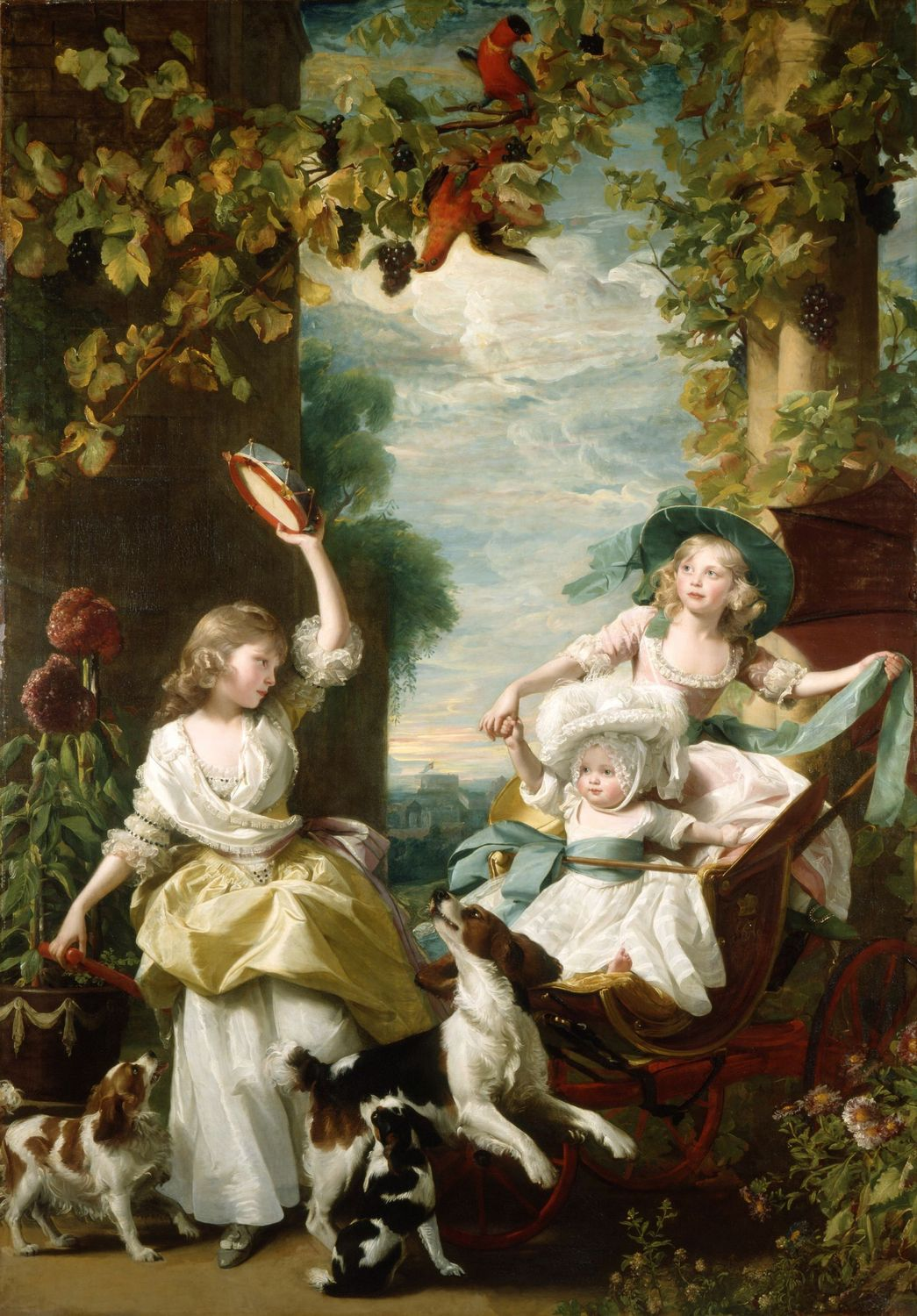
Sofía (der.) con sus hermanas María y Amalia en un óleo de John Singleton Copley.

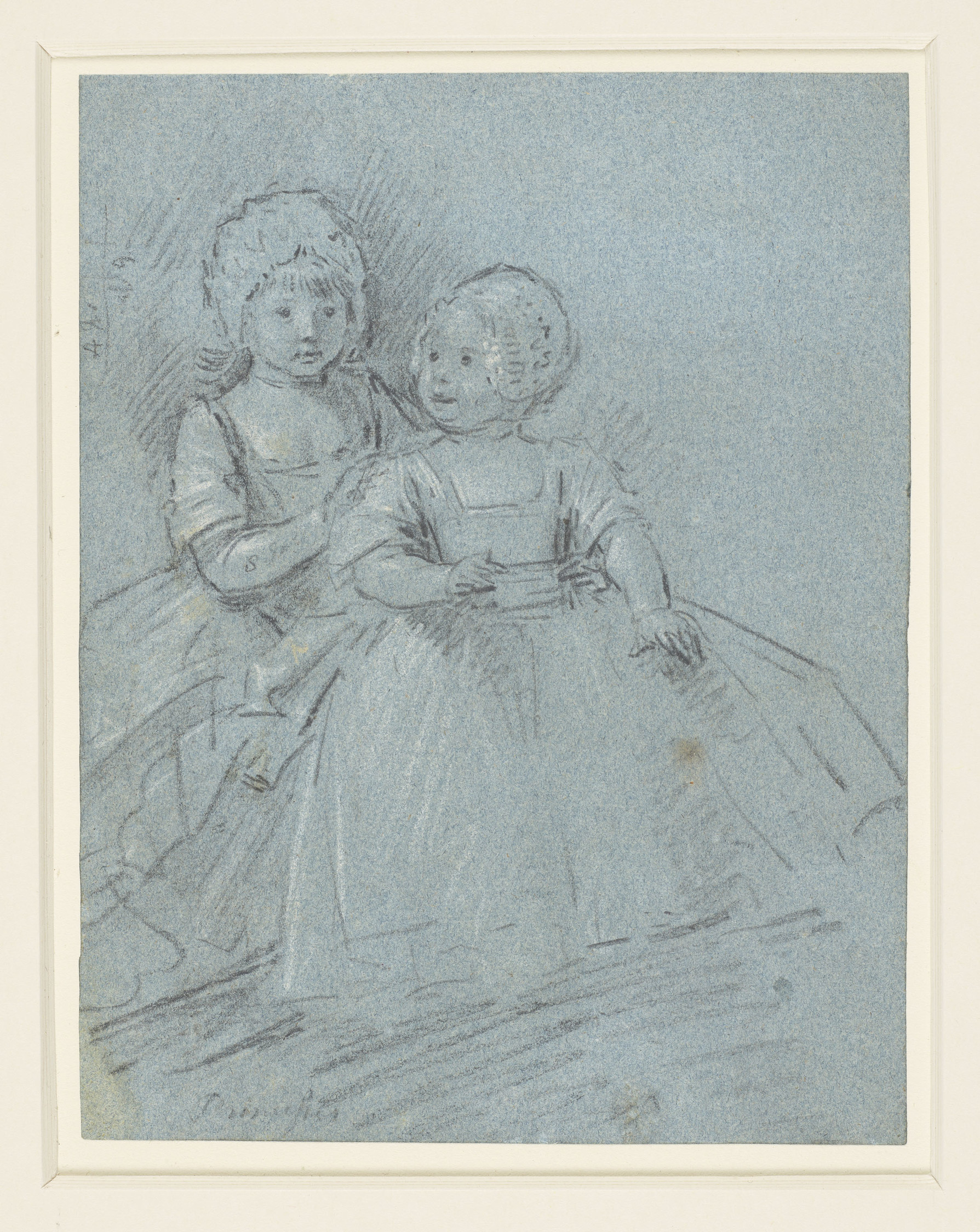
La princesa Sofía con su hermana mayor María hacia 1778.

La princesa Sofía nació en el palacio de Buckingham, en Londres, el 3 de noviembre de 1777 y fue el decimosegundo hijo de sus padres. Su padre, Jorge III, era el rey de Gran Bretaña, hijo del príncipe Federico Luis de Gales y la duquesa Augusta de Sajonia-Gotha. Su madre era la reina Carlota. La princesa fue bautizada el 1 de diciembre de 1777 en la Gran Cámara del consejo del palacio de St. James por Frederick Cornwallis, arzobispo de Canterbury. Sus padrinos fueron el príncipe Augusto de Sajonia-Gotha-Altenburgo, su primo en segundo grado; Filipina Carlota de Prusia, la duquesa de Brunswick-Wolfenbüttel y prima en tercer grado y Luisa Federica de Württemberg, duquesa de Mecklemburgo, esposa de su primo en segundo grado. Todos fueron representados en la ceremonia por parientes próximos.
Tras el nacimiento de Sofía, el rey Jorge se aseguró de que sus hijos más pequeños recibieran dinero del Estado. A través de una norma adoptada por el parlamento, se estableció que Sofía y sus hermanas mayores recibirían unos ingresos anuales de 6000 libras tanto si se casaban como tras la muerte del rey. La casa real era muy seria y formal, incluso en su vida privada. Por ejemplo, cuando el rey entraba en una sala, sus hijas tenían que levantarse, mantenerse en silencio hasta que se dirigiese a ellas y no podían salir sin autorización. La reina Carlota intentaba ahorrar de donde podía: las princesas usaban vestidos hechos en el campo al ser más baratos y comían comidas sencillas. Los primeros años de Sofía se centraron en su educación. Charlotte Finch era el aya de la princesa y de todos sus hermanos. Siguiendo el mismo modelo de educación recta que había practicado con los hermanos de Sofía, Finch, con la ayuda de sus ayudantes escogidas por la propia reina Carlota, contrató a tutores especialistas que les daban clases de inglés, francés, música, arte y geografía a las princesas. Sofía y las hermanas también tenían permiso para practicar deporte y jugar con sus hermanos. La reina intentaba utilizar el tiempo libre de las princesas en favor de su educación. A Sofía y sus hermanos no se les prohibió el teatro e incluso llegaron a actuar en obras especiales solo para niños. La primera aparición pública de Sofía se produjo cuando la princesa acompañó a los padres y a los hermanos mayores a una conmemoración en honor a Georg Friedrich Händel, realizada en la abadía de Westminster el 26 de mayo de 1784.
Al contrario de lo que sucedía en aquella época, el padre de Sofía estuvo siempre muy presente durante sus primeros años de vida y prefería sus hijas a sus hijos. Siempre que podía, el rey estaba presente en los cumpleaños de las princesas y en otros momentos especiales y se mantenía informado sobre los progresos de las hijas en las clases. Un amigo de la familia le dijo una vez: «Nunca vi a niños más adorables, ni tuve una visión tan agradable como la adoración que el rey sentía por ellas». Por otra parte, la reina Carlota era temida por sus hijas y, según el historiador real A. W. Purdue, no era una «madre benévola».

## Edad adulta

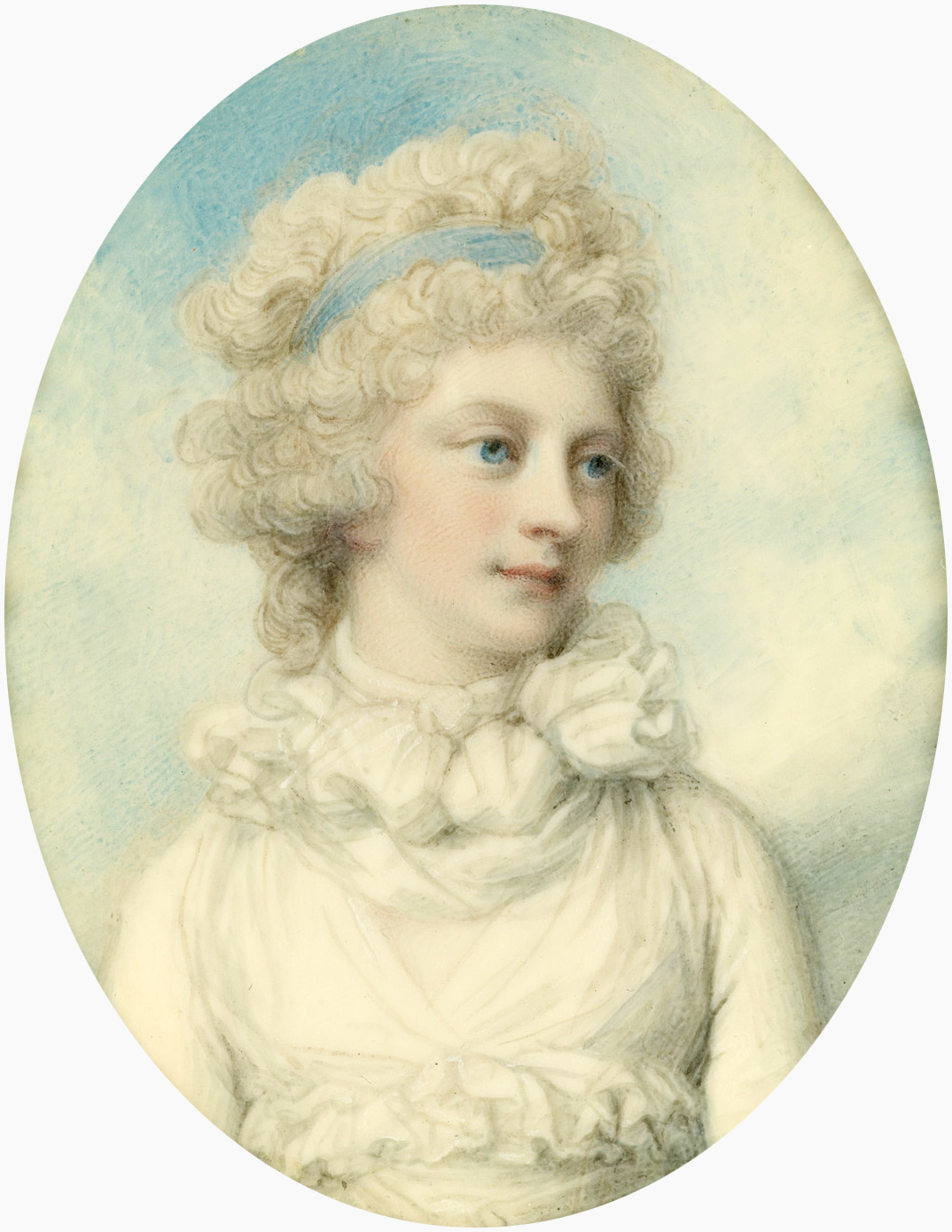
La princesa Sofía por Richard Cosway.

En 1792, Sofía y su hermana María empezaron a participar en más actividades con su familia. A los 14 años, Sofía apareció por primera vez en la corte en el cumpleaños de su padre, el 4 de junio de 1792. Según el biógrafo Christopher Hibbert, Sofía era una «chica encantadora, aunque malhumorada. Era guapa, delicada y apasionada». Tal como le había pasado durante su infancia, Sofía continuó siendo muy considerada con su padre, aunque a veces la exasperara. Escribió que «el querido rey es siempre amable conmigo y no hay palabras para describir cómo se lo agradezco». Antes de 1788, el rey Jorge había dicho a sus hijas que las llevaría a Hanóver para que encontrasen maridos adecuados a pesar de que Sofía tenía sus dudas debido a los matrimonios infelices de sus hermanas. El rey afirmó: «No puedo negar que siempre he deseado que ninguna de ellas se casara: me siento feliz en su compañía y no deseo ni la más mínima separación». El rey había sufrido su primer ataque de locura ese mismo año, cuando Sofía tenía 11 años. Sofía escribió sobre el comportamiento del padre: «Se muestra siempre muy afectuoso y amable conmigo, pero a veces su amabilidad es exagerada y eso me asusta mucho». El rey volvió a dar señales de locura en 1801 y 1804, lo que atrasó las conversaciones sobre los matrimonios de las hijas. El asunto del matrimonio aparecía muy raramente y la reina Carlota temía hablar de ello, pues era un tema que siempre preocupaba al rey, y la conversación le llevaba a padecer nuevos ataques de locura. Además, la reina, que se sentía frágil por la enfermedad del marido, quería que las hijas se quedaran cerca de él.
Como resultado, y al igual que la mayoría de sus hermanas, la princesa Sofía se vio obligada a vivir toda su vida en compañía de su madre. Las princesas no tenían permiso para mezclarse con personas que no pertenecieran a la corte real y rara vez se cruzaban con hombres, con excepción de los pajes, los escuderos o los criados. Estaban vigiladas constantemente y se quejaban con frecuencia de vivir en un «convento». Para entretenerlas, la reina les leía sermones y las princesas hacían bordados. En una ocasión, Sofía escribió que pasaba «un aburrimiento de muerte (...) ojalá tuviera un canguro».
La princesa Carlota fue la única hija del rey que se pudo casar cuando era relativamente joven. Las otras tenían sus pretendientes, pero la reina les impedía que se acercaran a sus hijas. La mayoría de las hermanas querían tener marido e hijos y muchas veces pedían ayuda a su hermano Jorge, al que se sentían muy unidas, para que les encontrara marido, les ayudara a casarse con sus amantes o para que les diera permiso para vivir fuera de la casa de la madre. En una ocasión, Sofía, agradecida por la ayuda del hermano, le escribió en tono de broma: «Me pregunto por qué no votas una ley que nos meta a todas en un saco para que nos ahoguemos en el Támesis». Antes de que Jorge asumiera la regencia tenía poco poder sobre el futuro de sus hermanas. Cuando la asumió, en 1811, aumentó de inmediato los ingresos para Sofía y sus hermanas de 10 000 a 13 000 libras e hizo que, como ellas querían, participaran más en sociedad. La reina Carlota se sintió ultrajada y el príncipe regente tuvo que reconciliar a las hermanas y a la madre para que estas pudieran tener más independencia.

### Hijo ilegítimo

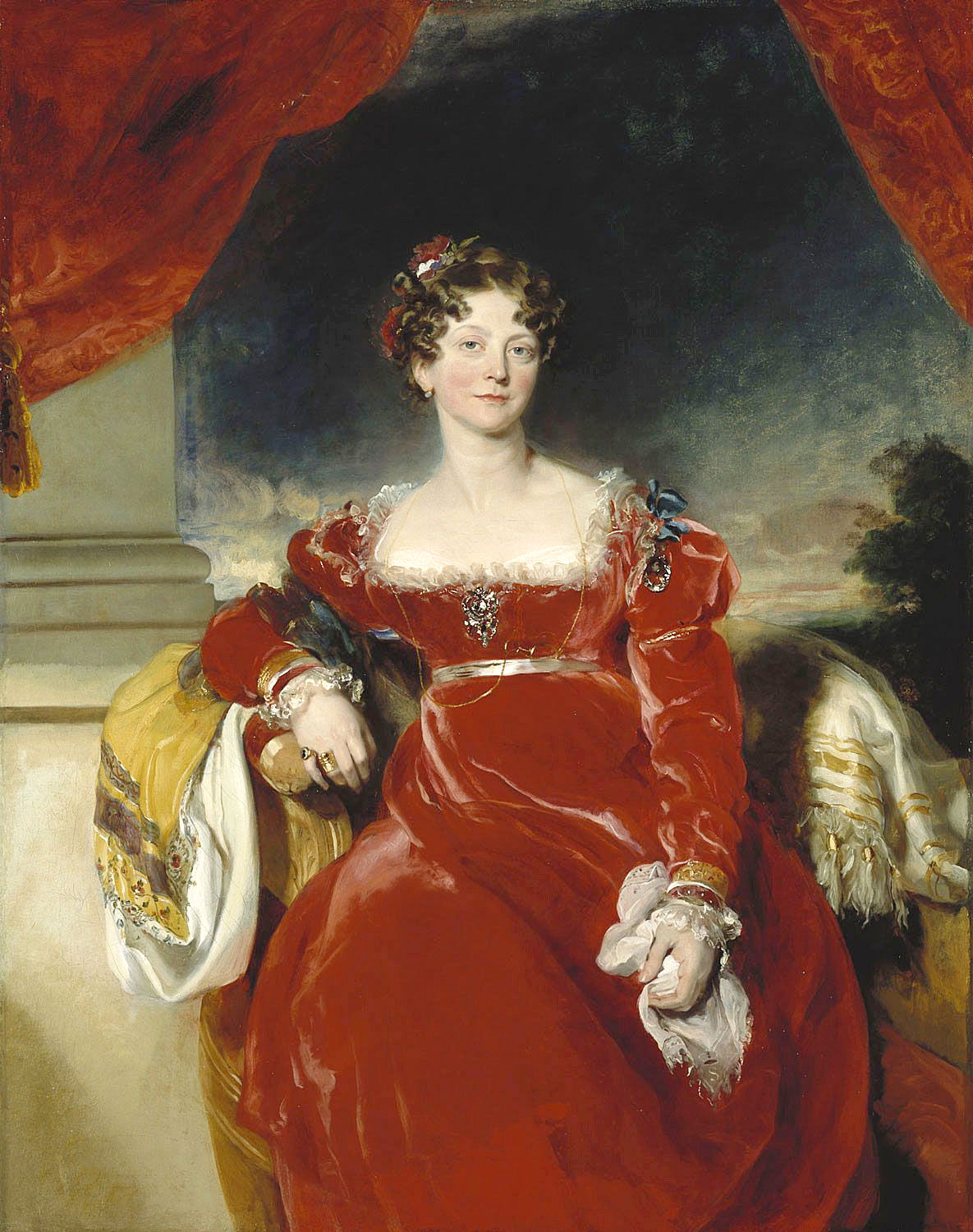
Sofía por Thomas Lawrence.

Durante la vida de Sofía hubo varios rumores sobre una supuesta relación incestuosa con su hermano, el príncipe Ernesto Augusto, futuro rey de Hanóver. El príncipe regente avisó a su hermana para que no se quedara a solas en el cuarto con su hermano, pues Ernesto era muy impopular para el pueblo británico. No se sabe si esos rumores tenían alguna base o si fueron inventados por los enemigos políticos de Ernesto Augusto.
Alejadas de la convivencia con hombres de su estatus social, Sofía y varias de sus hermanas acabaron por tener relaciones con cortesanos y escuderos. Sofía tuvo una relación con el escudero jefe de su padre, el general Thomas Garth, que tenía 33 años más que ella. Thomas tenía una gran señal de nacimiento morada en la cara, lo que llevó a María, hermana de Sofía, a llamarlo «la luz morada del amor»; por su parte, el cortesano Charles Greville lo llamaba «viejo diablo horrendo». A pesar de eso, una dama de compañía reparó en que «la princesa estaba tan profundamente enamorada de él que todos se daban cuenta. Ella no podía contenerse en su presencia». Greville escribió en su diario: «Las mujeres se enamoran por cualquier cosa -y la oportunidad y la casualidad de las pasiones son más importantes que cualquier mérito de la mente o del cuerpo (...) [las princesas] habían sido escondidas al mundo, habían convivido con pocas personas. Sus pasiones estaban en ebullición y estaban listas para caer en los brazos del primer hombre cuyas circunstancias le permitieran conquistarlas».
No tardaron en aparecer rumores sobre la existencia de un hijo ilegítimo. Algunos historiadores especulan con que, algo antes de agosto de 1800, Sofía dio a luz a un hijo de Thomas Garth en Weymouth. La historiadora Flora Fraser cree en los rumores de que Sofía tuvo un hijo, pero duda de que el padre de la criatura fuera Garth o el hermano de Sofía, el duque de Cumberland. Algunos historiadores sostienen que la criatura, reconocida y bautizada por Thomas Garth, fue criada por el padre en Weymouth y que la madre los visitaba ocasionalmente. En 1828 ese hijo habría intentado chantajear a la familia real con algunos documentos comprometedores de su padre en los que se hablaba de la relación de este con Sofía, a pesar de que finalmente su intento habría fallado.
Anthony Camp no comparte esa creencia de que Sofía hubiera tenido un hijo y ofrece un resumen detallado de las pruebas existentes. En su libro Royal Babylon: the Alarming History of European Royalty, Karl Shaw expone la posibilidad de que el duque de Cumberland hubiera violado a su hermana, citando pruebas existentes en el diario de Charles Greville, así como otros factores. La historiadora Gillian Gill cree que Sofía dio a luz en secreto y que esa fue la razón por la que nunca se casó. Sin embargo, Allison Weir y otros hablan de un posible matrimonio entre Sofía y Garth que se habría celebrado el mismo año que su hijo nació, aunque no existen pruebas de tal suceso excepto por el anillo de compromiso que Sofía parece usar en un retrato ya en su vejez.

## Últimos años

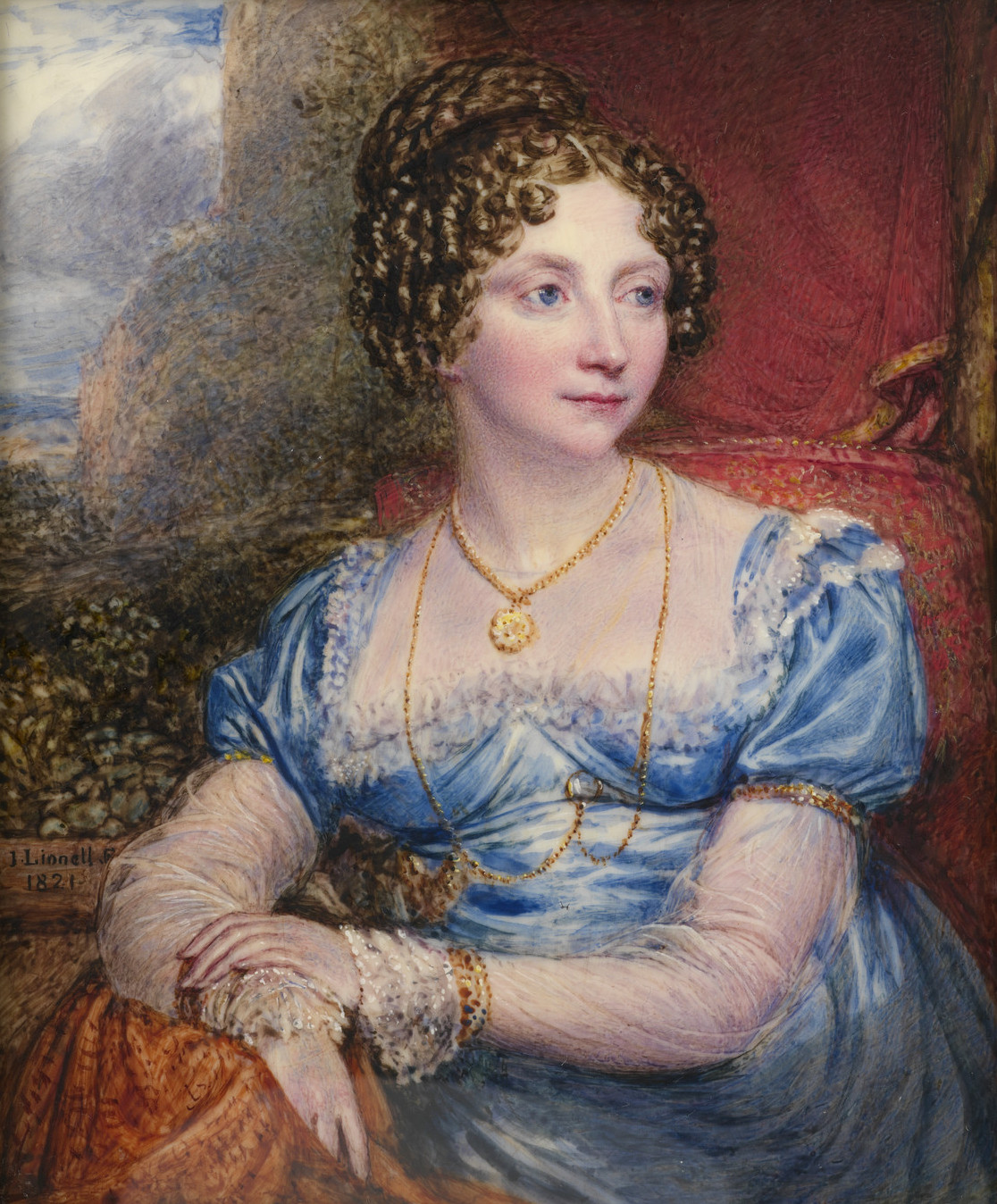
Sofía por John Linnell.

Sofía era la tía preferida de su sobrina, la princesa Carlota de Gales, a la que le gustaba su personalidad amable y tenía cierta fascinación por los rumores que asediaban el pasado de Sofía. Carlota odiaba a sus tías mayores y una vez escribió: «Es difícil creer que [Sofía] pertenece a la misma familia. Es completamente diferente en pensamiento, opiniones... Su nobleza e integridad de pensamiento hacen que no sea muy querida por aquí. No soporta las escenas de intriga y las desavenencias mundanas». Los esfuerzos del príncipe regente por ayudar a sus hermanas llevaron a los matrimonios de María e Isabel. La muerte de la reina Carlota en 1818 permitió a Augusta y a Sofía tener cierta libertad doméstica, aunque fueran ya demasiado ancianas para casarse. Sofía heredó el palacio Royal Lodge, pero prefirió regalárselo a su hermano Jorge. Tras la muerte de la princesa Augusta en 1840, Sofía también heredó Clarence House y Frogmore.
Tras la muerte de la reina, Sofía vivió en el palacio de Kensington el resto de su vida junto con su sobrina, la princesa Victoria de Kent, futura reina Victoria. Por ello, la princesa Sofía se convirtió en una de las pocas parientes del lado paterno que Victoria veía con frecuencia. Del mismo modo que su cuñada, la duquesa de Kent, Sofía cayó en las garras del administrador de Victoria, sir John Conroy, y le dejó administrar su dinero. La princesa pasó a formar parte de los círculos sociales de la duquesa de Kent y, a cambio, espiaba a la familia por orden de Conroy cuando este no se encontraba en el palacio de Kensington. Sofía le contaba también a Conroy las conversaciones que oía en el palacio de St. James, pues tenía acceso privilegiado tanto a los cortesanos como a sus dos hermanos mayores. Los amantes de los rumores especulaban con que fue la capacidad de Conroy de lidiar con las «amenazas inconvenientes» del hijo ilegítimo de Sofía las que mejoraron su imagen ante Sofía, aunque algunos historiadores especulan con que Conroy se aprovechó de la debilidad de Sofía que, en los últimos años de su vida, se había vuelto «torpe, se confundía fácilmente (...) se lamentaba de su belleza desaparecida» y era una «persona confusa y casi ciega». Sofía cenaba frecuentemente con las personas que vivían en el palacio, pero la duquesa de Kent la odiaba. La princesa Victoria sabía que su tía era una espía y las dos nunca tuvieron una relación muy cercana. El dinero de Sofía permitió que Conroy tuviera un estilo de vida bastante elevado, pues se compró una casa en Kensington por cuatro mil libras así como dos propiedades por valor de 18 000 libras. Sofía era también responsable de la subida de estatus de ciertos miembros de la casa de Victoria. La gobernanta de Victoria, Louise Lehzen, por ejemplo, se convirtió en baronesa en Hanóver gracias a la intervención de Sofía junto a su hermano Jorge. Por su parte, Conroy se convirtió en caballero comandante de la Orden de Hanóver.

### Muerte
Tras haber padecido ceguera durante más de 10 años, en la mañana del 27 de mayo de 1848, la princesa Sofía enfermó en su residencia de Vicarage Place, en Kensignton. Recibió la visita de su hermana María; de su cuñada la reina Adelaida y de su sobrino, el príncipe Alberto. La muerte de Sofía se produjo a las 6:30 de ese día, en presencia de la duquesa María, de la duquesa de Kent y de la duquesa de Cambridge. La princesa fue enterrada en el cementerio de Kensal Green en Londres y no en el castillo de Windsor, pues había expresado su deseo de ser enterrada cerca de su hermano, el príncipe Augusto, duque de Sussex. Después de su muerte, se descubrió que Conroy había desviado gran parte de su dinero y que prácticamente no le quedaban bienes a la princesa. Charles Greville escribió en su diario el 31 de mayo de ese mismo año:

La princesa Sofía murió hace algunos días, al mismo tiempo que la reina [Victoria] preparaba la sala de visitas para su cumpleaños. Estaba ciega, desamparada y sufría una maldición: era una mujer muy inteligente y bien informada pero que nunca vivió en el mundo.

## Títulos y tratamientos
Esta tabla aún no está actualizada. Puedes contribuir aportando información sobre títulos y tratamientos de esta persona.

## Ancestros
| \| \| \| \| \| \| \| \| \| \| \| \| \| \| \| \| \| \| \| \| 16. Jorge I de Gran Bretaña \| \| \| \| \| \| \| \| \| \| \| \| \| \| \| \| \| \| \| \| \| \| \| \| \| \| \| \| \| \| \| \| \| \| \| \| \| \| \| \| \| \| \| \| \| \| \| \| \| \| \| \| \| \| 8. Jorge II de Gran Bretaña \| \| \| \| \| \| \| \| \| \| \| \| \| \| \| \| \| \| \| \| \| \| \| \| \| \| \| \| \| \| \| \| \| \| \| \| \| \| \| \| \| \| \| \| \| \| \| \| \| \| \| \| \| \| 17. Sofía Dorotea de Brunswick-Luneburgo \| \| \| \| \| \| \| \| \| \| \| \| \| \| \| \| \| \| \| \| \| \| \| \| \| \| \| \| \| \| \| \| \| \| \| \| \| \| \| \| \| \| \| \| \| \| \| \| \| \| \| \| \| \| 4. Federico Luis de Gales \| \| \| \| \| \| \| \| \| \| \| \| \| \| \| \| \| \| \| \| \| \| \| \| \| \| \| \| \| \| \| \| \| \| \| \| \| \| \| \| \| \| \| \| \| \| \| \| \| \| \| \| \| \| 18. Juan Federico de Brandeburgo-Ansbach \| \| \| \| \| \| \| \| \| \| \| \| \| \| \| \| \| \| \| \| \| \| \| \| \| \| \| \| \| \| \| \| \| \| \| \| \| \| \| \| \| \| \| \| \| \| \| \| \| \| \| \| \| \| 9. Carolina de Brandeburgo-Ansbach \| \| \| \| \| \| \| \| \| \| \| \| \| \| \| \| \| \| \| \| \| \| \| \| \| \| \| \| \| \| \| \| \| \| \| \| \| \| \| \| \| \| \| \| \| \| \| \| \| \| \| \| \| \| 19. Leonor Edmunda de Sajonia-Eisenach \| \| \| \| \| \| \| \| \| \| \| \| \| \| \| \| \| \| \| \| \| \| \| \| \| \| \| \| \| \| \| \| \| \| \| \| \| \| \| \| \| \| \| \| \| \| \| \| \| \| \| \| \| \| 2. Jorge III del Reino Unido \| \| \| \| \| \| \| \| \| \| \| \| \| \| \| \| \| \| \| \| \| \| \| \| \| \| \| \| \| \| \| \| \| \| \| \| \| \| \| \| \| \| \| \| \| \| \| \| \| \| \| \| \| \| 20. Federico I de Sajonia-Gotha \| \| \| \| \| \| \| \| \| \| \| \| \| \| \| \| \| \| \| \| \| \| \| \| \| \| \| \| \| \| \| \| \| \| \| \| \| \| \| \| \| \| \| \| \| \| \| \| \| \| \| \| \| \| 10. Federico II de Sajonia-Gotha \| \| \| \| \| \| \| \| \| \| \| \| \| \| \| \| \| \| \| \| \| \| \| \| \| \| \| \| \| \| \| \| \| \| \| \| \| \| \| \| \| \| \| \| \| \| \| \| \| \| \| \| \| \| 21. Magdalena Sibila de Sajonia-Weissenfels \| \| \| \| \| \| \| \| \| \| \| \| \| \| \| \| \| \| \| \| \| \| \| \| \| \| \| \| \| \| \| \| \| \| \| \| \| \| \| \| \| \| \| \| \| \| \| \| \| \| \| \| \| \| 5. Augusta de Sajonia-Gotha \| \| \| \| \| \| \| \| \| \| \| \| \| \| \| \| \| \| \| \| \| \| \| \| \| \| \| \| \| \| \| \| \| \| \| \| \| \| \| \| \| \| \| \| \| \| \| \| \| \| \| \| \| \| 22. Carlos Guillermo de Anhalt-Zerbst \| \| \| \| \| \| \| \| \| \| \| \| \| \| \| \| \| \| \| \| \| \| \| \| \| \| \| \| \| \| \| \| \| \| \| \| \| \| \| \| \| \| \| \| \| \| \| \| \| \| \| \| \| \| 11. Magdalena Augusta de Anhalt-Zerbst \| \| \| \| \| \| \| \| \| \| \| \| \| \| \| \| \| \| \| \| \| \| \| \| \| \| \| \| \| \| \| \| \| \| \| \| \| \| \| \| \| \| \| \| \| \| \| \| \| \| \| \| \| \| 23. Sofía de Sajonia-Weissenfels \| \| \| \| \| \| \| \| \| \| \| \| \| \| \| \| \| \| \| \| \| \| \| \| \| \| \| \| \| \| \| \| \| \| \| \| \| \| \| \| \| \| \| \| \| \| \| \| \| \| \| \| \| \| 1. Sofía del Reino Unido \| \| \| \| \| \| \| \| \| \| \| \| \| \| \| \| \| \| \| \| \| \| \| \| \| \| \| \| \| \| \| \| \| \| \| \| \| \| \| \| \| \| \| \| \| \| \| \| \| \| \| \| \| \| 24. Adolfo Federico I de Mecklemburgo-Strelitz \| \| \| \| \| \| \| \| \| \| \| \| \| \| \| \| \| \| \| \| \| \| \| \| \| \| \| \| \| \| \| \| \| \| \| \| \| \| \| \| \| \| \| \| \| \| \| \| \| \| \| \| \| \| 12. Adolfo Federico II de Mecklemburgo-Strelitz \| \| \| \| \| \| \| \| \| \| \| \| \| \| \| \| \| \| \| \| \| \| \| \| \| \| \| \| \| \| \| \| \| \| \| \| \| \| \| \| \| \| \| \| \| \| \| \| \| \| \| \| \| \| 25. María Catalina de Brunswick-Wolfenbüttel \| \| \| \| \| \| \| \| \| \| \| \| \| \| \| \| \| \| \| \| \| \| \| \| \| \| \| \| \| \| \| \| \| \| \| \| \| \| \| \| \| \| \| \| \| \| \| \| \| \| \| \| \| \| 6. Carlos Luis Federico de Mecklemburgo-Strelitz \| \| \| \| \| \| \| \| \| \| \| \| \| \| \| \| \| \| \| \| \| \| \| \| \| \| \| \| \| \| \| \| \| \| \| \| \| \| \| \| \| \| \| \| \| \| \| \| \| \| \| \| \| \| 26. Cristián Guillermo I de Schwarzburg-Sondershausen \| \| \| \| \| \| \| \| \| \| \| \| \| \| \| \| \| \| \| \| \| \| \| \| \| \| \| \| \| \| \| \| \| \| \| \| \| \| \| \| \| \| \| \| \| \| \| \| \| \| \| \| \| \| 13. Cristiana Emilia de Schwarzburg-Sondershausen \| \| \| \| \| \| \| \| \| \| \| \| \| \| \| \| \| \| \| \| \| \| \| \| \| \| \| \| \| \| \| \| \| \| \| \| \| \| \| \| \| \| \| \| \| \| \| \| \| \| \| \| \| \| 27. Antonia Sibila de Barby-Muhlingen \| \| \| \| \| \| \| \| \| \| \| \| \| \| \| \| \| \| \| \| \| \| \| \| \| \| \| \| \| \| \| \| \| \| \| \| \| \| \| \| \| \| \| \| \| \| \| \| \| \| \| \| \| \| 3. Carlota de Mecklemburgo-Strelitz \| \| \| \| \| \| \| \| \| \| \| \| \| \| \| \| \| \| \| \| \| \| \| \| \| \| \| \| \| \| \| \| \| \| \| \| \| \| \| \| \| \| \| \| \| \| \| \| \| \| \| \| \| \| 28. Ernesto III de Sajonia-Hildburghausen \| \| \| \| \| \| \| \| \| \| \| \| \| \| \| \| \| \| \| \| \| \| \| \| \| \| \| \| \| \| \| \| \| \| \| \| \| \| \| \| \| \| \| \| \| \| \| \| \| \| \| \| \| \| 14. Ernesto Federico I de Sajonia-Hildburghausen \| \| \| \| \| \| \| \| \| \| \| \| \| \| \| \| \| \| \| \| \| \| \| \| \| \| \| \| \| \| \| \| \| \| \| \| \| \| \| \| \| \| \| \| \| \| \| \| \| \| \| \| \| \| 29. Sofía Enriqueta de Waldeck \| \| \| \| \| \| \| \| \| \| \| \| \| \| \| \| \| \| \| \| \| \| \| \| \| \| \| \| \| \| \| \| \| \| \| \| \| \| \| \| \| \| \| \| \| \| \| \| \| \| \| \| \| \| 7. Isabel Albertina de Sajonia-Hildburghausen \| \| \| \| \| \| \| \| \| \| \| \| \| \| \| \| \| \| \| \| \| \| \| \| \| \| \| \| \| \| \| \| \| \| \| \| \| \| \| \| \| \| \| \| \| \| \| \| \| \| \| \| \| \| 30. Jorge Luis I de Erbach-Erbach \| \| \| \| \| \| \| \| \| \| \| \| \| \| \| \| \| \| \| \| \| \| \| \| \| \| \| \| \| \| \| \| \| \| \| \| \| \| \| \| \| \| \| \| \| \| \| \| \| \| \| \| \| \| 15. Sofía Albertina de Erbach-Erbach \| \| \| \| \| \| \| \| \| \| \| \| \| \| \| \| \| \| \| \| \| \| \| \| \| \| \| \| \| \| \| \| \| \| \| \| \| \| \| \| \| \| \| \| \| \| \| \| \| \| \| \| \| \| 31. Amelia Catalina de Waldeck-Eisenberg \| \| \| \| \| \| \| \| \| \| \| \| \| \| \| \| \| \| \| \| \| \| \| \| \| \| \| \| \| \| \| \| \| \| \| \| \| \| \| \| \| \| \| \| \| \| \| \| \| \| \| \| |                                                       |  |  |  |  |  |  |  |  |  |  |  |  |  |  |  |
| |                                                       |  |  |  |  |  |  |  |  |  |  |  |  |  |  |  |
| | 16. Jorge I de Gran Bretaña                           |  |  |  |  |  |  |  |  |  |  |  |  |  |  |  |
| |                                                       |  |  |  |  |  |  |  |  |  |  |  |  |  |  |  |
| |                                                       |  |  |  |  |  |  |  |  |  |  |  |  |  |  |  |
| | 8. Jorge II de Gran Bretaña                           |  |  |  |  |  |  |  |  |  |  |  |  |  |  |  |
| |                                                       |  |  |  |  |  |  |  |  |  |  |  |  |  |  |  |
| |                                                       |  |  |  |  |  |  |  |  |  |  |  |  |  |  |  |
| | 17. Sofía Dorotea de Brunswick-Luneburgo              |  |  |  |  |  |  |  |  |  |  |  |  |  |  |  |
| |                                                       |  |  |  |  |  |  |  |  |  |  |  |  |  |  |  |
| |                                                       |  |  |  |  |  |  |  |  |  |  |  |  |  |  |  |
| | 4. Federico Luis de Gales                             |  |  |  |  |  |  |  |  |  |  |  |  |  |  |  |
| |                                                       |  |  |  |  |  |  |  |  |  |  |  |  |  |  |  |
| |                                                       |  |  |  |  |  |  |  |  |  |  |  |  |  |  |  |
| | 18. Juan Federico de Brandeburgo-Ansbach              |  |  |  |  |  |  |  |  |  |  |  |  |  |  |  |
| |                                                       |  |  |  |  |  |  |  |  |  |  |  |  |  |  |  |
| |                                                       |  |  |  |  |  |  |  |  |  |  |  |  |  |  |  |
| | 9. Carolina de Brandeburgo-Ansbach                    |  |  |  |  |  |  |  |  |  |  |  |  |  |  |  |
| |                                                       |  |  |  |  |  |  |  |  |  |  |  |  |  |  |  |
| |                                                       |  |  |  |  |  |  |  |  |  |  |  |  |  |  |  |
| | 19. Leonor Edmunda de Sajonia-Eisenach                |  |  |  |  |  |  |  |  |  |  |  |  |  |  |  |
| |                                                       |  |  |  |  |  |  |  |  |  |  |  |  |  |  |  |
| |                                                       |  |  |  |  |  |  |  |  |  |  |  |  |  |  |  |
| | 2. Jorge III del Reino Unido                          |  |  |  |  |  |  |  |  |  |  |  |  |  |  |  |
| |                                                       |  |  |  |  |  |  |  |  |  |  |  |  |  |  |  |
| |                                                       |  |  |  |  |  |  |  |  |  |  |  |  |  |  |  |
| | 20. Federico I de Sajonia-Gotha                       |  |  |  |  |  |  |  |  |  |  |  |  |  |  |  |
| |                                                       |  |  |  |  |  |  |  |  |  |  |  |  |  |  |  |
| |                                                       |  |  |  |  |  |  |  |  |  |  |  |  |  |  |  |
| | 10. Federico II de Sajonia-Gotha                      |  |  |  |  |  |  |  |  |  |  |  |  |  |  |  |
| |                                                       |  |  |  |  |  |  |  |  |  |  |  |  |  |  |  |
| |                                                       |  |  |  |  |  |  |  |  |  |  |  |  |  |  |  |
| | 21. Magdalena Sibila de Sajonia-Weissenfels           |  |  |  |  |  |  |  |  |  |  |  |  |  |  |  |
| |                                                       |  |  |  |  |  |  |  |  |  |  |  |  |  |  |  |
| |                                                       |  |  |  |  |  |  |  |  |  |  |  |  |  |  |  |
| | 5. Augusta de Sajonia-Gotha                           |  |  |  |  |  |  |  |  |  |  |  |  |  |  |  |
| |                                                       |  |  |  |  |  |  |  |  |  |  |  |  |  |  |  |
| |                                                       |  |  |  |  |  |  |  |  |  |  |  |  |  |  |  |
| | 22. Carlos Guillermo de Anhalt-Zerbst                 |  |  |  |  |  |  |  |  |  |  |  |  |  |  |  |
| |                                                       |  |  |  |  |  |  |  |  |  |  |  |  |  |  |  |
| |                                                       |  |  |  |  |  |  |  |  |  |  |  |  |  |  |  |
| | 11. Magdalena Augusta de Anhalt-Zerbst                |  |  |  |  |  |  |  |  |  |  |  |  |  |  |  |
| |                                                       |  |  |  |  |  |  |  |  |  |  |  |  |  |  |  |
| |                                                       |  |  |  |  |  |  |  |  |  |  |  |  |  |  |  |
| | 23. Sofía de Sajonia-Weissenfels                      |  |  |  |  |  |  |  |  |  |  |  |  |  |  |  |
| |                                                       |  |  |  |  |  |  |  |  |  |  |  |  |  |  |  |
| |                                                       |  |  |  |  |  |  |  |  |  |  |  |  |  |  |  |
| | 1. Sofía del Reino Unido                              |  |  |  |  |  |  |  |  |  |  |  |  |  |  |  |
| |                                                       |  |  |  |  |  |  |  |  |  |  |  |  |  |  |  |
| |                                                       |  |  |  |  |  |  |  |  |  |  |  |  |  |  |  |
| | 24. Adolfo Federico I de Mecklemburgo-Strelitz        |  |  |  |  |  |  |  |  |  |  |  |  |  |  |  |
| |                                                       |  |  |  |  |  |  |  |  |  |  |  |  |  |  |  |
| |                                                       |  |  |  |  |  |  |  |  |  |  |  |  |  |  |  |
| | 12. Adolfo Federico II de Mecklemburgo-Strelitz       |  |  |  |  |  |  |  |  |  |  |  |  |  |  |  |
| |                                                       |  |  |  |  |  |  |  |  |  |  |  |  |  |  |  |
| |                                                       |  |  |  |  |  |  |  |  |  |  |  |  |  |  |  |
| | 25. María Catalina de Brunswick-Wolfenbüttel          |  |  |  |  |  |  |  |  |  |  |  |  |  |  |  |
| |                                                       |  |  |  |  |  |  |  |  |  |  |  |  |  |  |  |
| |                                                       |  |  |  |  |  |  |  |  |  |  |  |  |  |  |  |
| | 6. Carlos Luis Federico de Mecklemburgo-Strelitz      |  |  |  |  |  |  |  |  |  |  |  |  |  |  |  |
| |                                                       |  |  |  |  |  |  |  |  |  |  |  |  |  |  |  |
| |                                                       |  |  |  |  |  |  |  |  |  |  |  |  |  |  |  |
| | 26. Cristián Guillermo I de Schwarzburg-Sondershausen |  |  |  |  |  |  |  |  |  |  |  |  |  |  |  |
| |                                                       |  |  |  |  |  |  |  |  |  |  |  |  |  |  |  |
| |                                                       |  |  |  |  |  |  |  |  |  |  |  |  |  |  |  |
| | 13. Cristiana Emilia de Schwarzburg-Sondershausen     |  |  |  |  |  |  |  |  |  |  |  |  |  |  |  |
| |                                                       |  |  |  |  |  |  |  |  |  |  |  |  |  |  |  |
| |                                                       |  |  |  |  |  |  |  |  |  |  |  |  |  |  |  |
| | 27. Antonia Sibila de Barby-Muhlingen                 |  |  |  |  |  |  |  |  |  |  |  |  |  |  |  |
| |                                                       |  |  |  |  |  |  |  |  |  |  |  |  |  |  |  |
| |                                                       |  |  |  |  |  |  |  |  |  |  |  |  |  |  |  |
| | 3. Carlota de Mecklemburgo-Strelitz                   |  |  |  |  |  |  |  |  |  |  |  |  |  |  |  |
| |                                                       |  |  |  |  |  |  |  |  |  |  |  |  |  |  |  |
| |                                                       |  |  |  |  |  |  |  |  |  |  |  |  |  |  |  |
| | 28. Ernesto III de Sajonia-Hildburghausen             |  |  |  |  |  |  |  |  |  |  |  |  |  |  |  |
| |                                                       |  |  |  |  |  |  |  |  |  |  |  |  |  |  |  |
| |                                                       |  |  |  |  |  |  |  |  |  |  |  |  |  |  |  |
| | 14. Ernesto Federico I de Sajonia-Hildburghausen      |  |  |  |  |  |  |  |  |  |  |  |  |  |  |  |
| |                                                       |  |  |  |  |  |  |  |  |  |  |  |  |  |  |  |
| |                                                       |  |  |  |  |  |  |  |  |  |  |  |  |  |  |  |
| | 29. Sofía Enriqueta de Waldeck                        |  |  |  |  |  |  |  |  |  |  |  |  |  |  |  |
| |                                                       |  |  |  |  |  |  |  |  |  |  |  |  |  |  |  |
| |                                                       |  |  |  |  |  |  |  |  |  |  |  |  |  |  |  |
| | 7. Isabel Albertina de Sajonia-Hildburghausen         |  |  |  |  |  |  |  |  |  |  |  |  |  |  |  |
| |                                                       |  |  |  |  |  |  |  |  |  |  |  |  |  |  |  |
| |                                                       |  |  |  |  |  |  |  |  |  |  |  |  |  |  |  |
| | 30. Jorge Luis I de Erbach-Erbach                     |  |  |  |  |  |  |  |  |  |  |  |  |  |  |  |
| |                                                       |  |  |  |  |  |  |  |  |  |  |  |  |  |  |  |
| |                                                       |  |  |  |  |  |  |  |  |  |  |  |  |  |  |  |
| | 15. Sofía Albertina de Erbach-Erbach                  |  |  |  |  |  |  |  |  |  |  |  |  |  |  |  |
| |                                                       |  |  |  |  |  |  |  |  |  |  |  |  |  |  |  |
| |                                                       |  |  |  |  |  |  |  |  |  |  |  |  |  |  |  |
| | 31. Amelia Catalina de Waldeck-Eisenberg              |  |  |  |  |  |  |  |  |  |  |  |  |  |  |  |
| |                                                       |  |  |  |  |  |  |  |  |  |  |  |  |  |  |  |
| |                                                       |  |  |  |  |  |  |  |  |  |  |  |  |  |  |  |